# Ernesto Augusto di Brunswick-Lüneburg
Ernesto Augusto di Brunswick-Lüneburg (Herzberg am Harz, 20 novembre 1629 – Herrenhausen, 23 gennaio 1698) è stato un vescovo luterano tedesco, duca di Brunswick-Lüneburg.
Governò sul principato di Calenberg alla suddivisione del ducato paterno. Venne nominato principe-elettore del Sacro Romano Impero nel 1692, ma morì prima che la sua nomina divenisse effettiva. Per quest'ultimo motivo viene da certa storiografia indicato anche come Ernesto Augusto I di Hannover. Fu anche principe-vescovo luterano di Osnabrück dal 1662 fino alla sua morte.
Fu padre di Giorgio I di Gran Bretagna, primo della dinastia degli Hannover ad essere asceso al trono inglese.

## Biografia

### Vescovo luterano di Osnabrück e principe di Calenberg

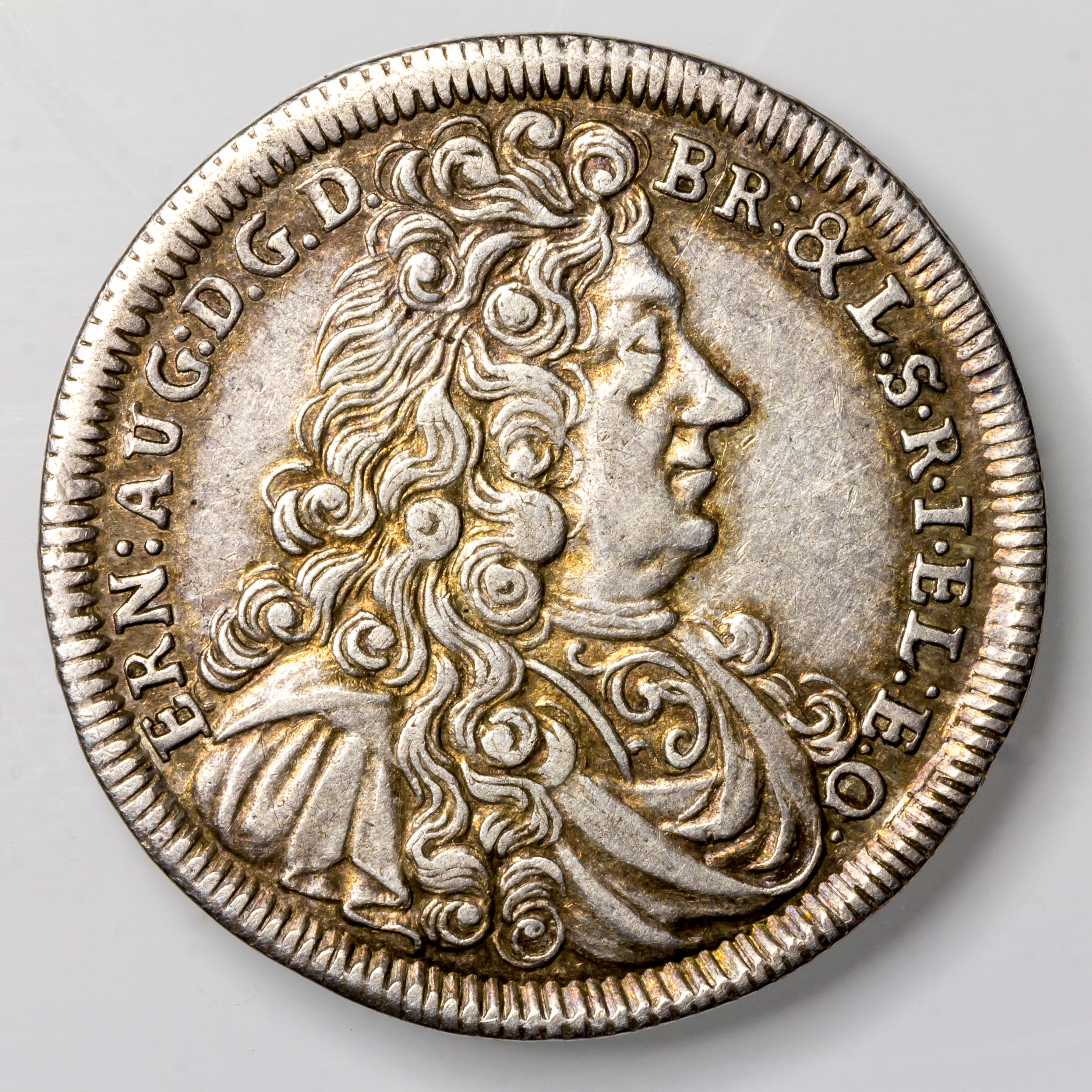
Tallero del 1698 di Ernesto Augusto di Brunswick-Lüneburg

Ernesto Augusto era figlio del duca Giorgio di Brunswick-Lüneburg e di sua moglie, la principessa Anna Eleonora di Assia-Darmstadt. Nel 1658 sposò Sofia del Palatinato ad Heidelberg. Come quarto figlio in linea di successione, egli aveva una remotissima possibilità di succedere al padre nel governo del ducato e, per questo, nel 1662, venne prescelto per ricoprire la carica di vescovo protestante di Osnabrück, venendo eletto in quello stesso anno dal capitolo della cattedrale; in realtà, in accordo con i trattati della Pace di Vestfalia, tutti i vescovi di Osnabrück dovevano essere eletti col consenso dei duchi di Brunswick-Lüneburg. A partire dal 1662, dunque, seguendo la tradizione, il nuovo vescovo con tutta la sua famiglia si trasferì al castello di Iburg, residenza ufficiale dei vescovi di Osnabrück, avviando qualche tempo dopo la costruzione del castello locale per meglio arginare le tendenze indipendentiste della città.
Alla morte di due dei suoi fratelli maggiori, Ernesto Augusto ereditò una parte dei territori del padre nel 1679, detta principato di Calenberg (incluso il principato minore di Gottinga) a partire dal 1679, col titolo di duca, e fece per questo ritorno alla città di Hannover con tutta la sua famiglia. Da tempo aveva però intrapreso una relazione amorosa con la contessa von Platen e per questo egli si ritirò a vivere con l'amante presso il Leineschloss, mentre la moglie Sofia si ritirò nel castello di Herrenhausen dove si dedicò all'ampliamento del Grosser Garten che suo cognato Giovanni Federico aveva iniziato qualche anno prima.

### Il governo dello stato e l'elevazione al rango di principe elettore

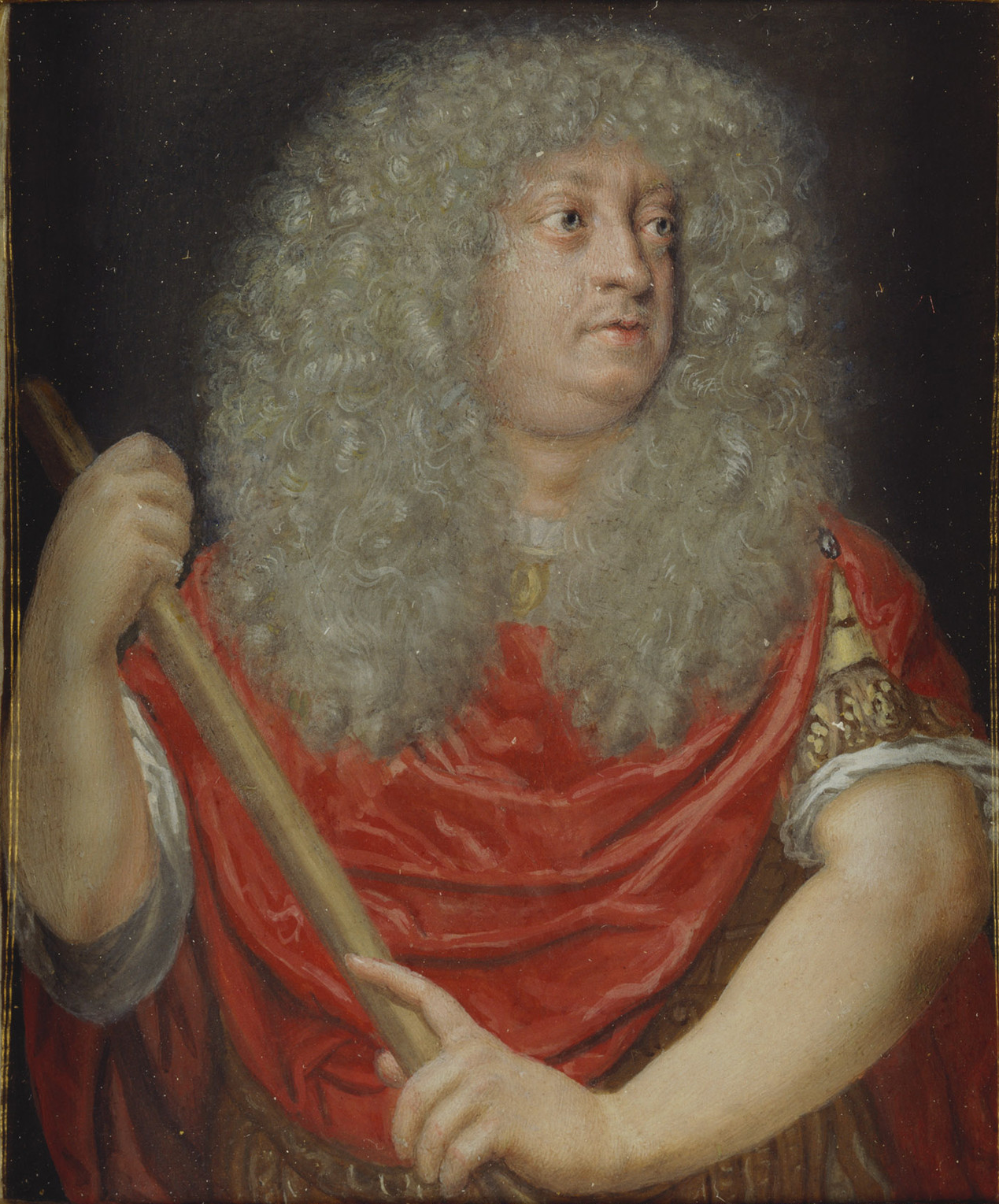
Ernesto Augusto in un ritratto in vesti di comandante romano antico

Come governante di un piccolo ducato tedesco, Ernesto Augusto era destinato ad avere un ruolo secondario nella politica nazionale del Sacro Romano Impero, ad ogni modo la posizione stessa dei suoi domini lo rese un tassello significativo della politica europea dell'epoca. Nel 1665 aderì ad un trattato col governo dei Paesi Bassi che si impegnava a proteggerne il territorio da possibili attacchi esterni (in particolare da parte della Francia), ma già dal 1671 ricevette ed accettò l'offerta della Francia di mantenersi neutrale in qualsiasi scontro in cui la patria del Re Sole fosse stata coinvolta, dietro pagamento della somma di 5000 talleri mensili.
Tra il 1673 e il 1674, come fedele suddito dell'imperatore, Ernesto Augusto si trovò però a combattere contro Luigi XIV di Francia. Nel dicembre del 1674, stipulò un'alleanza difensiva all'Aia con l'imperatore, la Spagna e gli Stati Generali olandesi per un periodo di 10 anni. Gli Stati Generali gli promisero, a conclusione della pace, di impegnarsi personalmente perché il principato vescovile di Osnabrück divenisse un principato ereditario per la sua famiglia. Nel 1675 Ernesto Augusto attraversò il Reno con 3000 mercenari che, insieme alle forze del duca di Lorena, sconfissero il maresciallo Cracky l'11 agosto; successivamente, al fianco del fratello Giorgio Guglielmo, conquistò la città di Treviri ma i coalizzati vennero costretti poco dopo a fare rientro in patria per difendere i loro possedimenti dagli svedesi che avevano invaso la Germania settentrionale.
Prese parte alla Grande Guerra Turca combattendo al fianco dell'imperatore Leopoldo I del Sacro Romano Impero con una forza di 10.000 mercenari al comando del suo primogenito. Quando le truppe francesi invasero i confini della Germania nel 1688, Ernesto Augusto fece un'alleanza contro di loro con gli elettori di Sassonia e Brandeburgo e col langravio d'Assia-Kassel, difendendo Francoforte sul Meno da un attacco a sorpresa che costrinse il maresciallo Buffle a cessare il bombardamento di Coblenza.
Nel 1683, nonostante le proteste dei cinque figli minori, Ernesto Augusto decise di adottare il sistema di successione per primogenitura, di modo che i suoi territori non potessero essere suddivisi ulteriormente dopo la sua morte, disperdendo così ulteriormente i possedimenti di famiglia.
A partire dagli anni 1680, Ernesto Augusto aveva intrapreso una campagna tutta personale per l'ottenimento della dignità di principe elettore, ben sapendo che diverse erano le forze che gli si opponevano: egli era stato un fedele servitore dell'imperatore durante tutte le scelte politiche da questo intraprese, ma sapeva che gli altri principi elettori (cattolici) si sarebbero opposti a questo suo desiderio. La Sassonia ed il Brandeburgo, ad esempio, si erano dette contrarie all'ingresso del Brunswick-Luneburg tra i principati elettorali e pure a Vienna gli ambasciatori hannoveriani non ebbero fortuna. Fu a quel punto che Ernesto Augusto decise di sfruttare la propria delicata posizione, minacciando di passare alla neutralità nella guerra contro la Francia. Nel 1692 venne infine nominato principe-elettore dall'imperatore; in ogni caso, l'elettorato non divenne effettivo sino al 1708, ovvero dopo la morte di Ernesto Augusto.
Ernesto Augusto morì inaspettatamente nel 1698 e venne succeduto come duca dal figlio maggiore Giorgio Luigi, che successivamente diverrà Re di Gran Bretagna col nome di Giorgio I. Dopo la sua morte, Ernesto Augusto venne sepolto nella cripta della cappella del Leineschloss, da dove venne trasferito poi nel Berggarten del castello di Herrenhausen dopo la seconda guerra mondiale, nel mausoleo di famiglia, ovvero il Welfenmasoleum.

## Matrimonio ed discendenza
Il 17 ottobre 1658, Ernesto Augusto sposò la principessa Sofia del Palatinato da cui ebbe dieci figli:
- Giorgio I (1660–1727), re di Gran Bretagna e Irlanda;
- Federico Augusto di Hannover (3 ottobre 1661– 10 giugno 1690); celibe e senza discendenza, morì nella battaglia di San Giorgio;
- Due gemelli (febbraio 1664), nati morti;
- Massimiliano Guglielmo di Hannover (1666–1726);
- Figlio nato morto, gemello di Massimiliano (13 dicembre 1666);
- Sofia Carlotta di Hannover (1668–1705), sposò Federico I di Prussia;
- Carlo Filippo di Hannover (13 ottobre 1669–1 gennaio 1690), celibe e senza discendenza, morì nella battaglia di Pristina;
- Cristiano Enrico di Hannover (29 settembre 1671– 31 dicembre 1703), celibe e senza discendenza, morì annegando nel Danubio durante la battaglia di Munderkingen;
- Ernesto Augusto II di Hannover, duca di York e Albany (1674–1728).

Ernesto Augusto ebbe, oltre ai figli legittimi, due figli illegittimi da Clara Elisabeth von Meysenbug:
- Ernest August von Platen (1674-1726), conte di Platen-Hallermund, sposò la baronessa Sofie Caroline von Uffeln ed ebbe eredi;
- Sofia von Platen (1675-1725), contessa di Leinster e Darlington, sposò il barone Johann Adolf von Kielmansegg.

## Ascendenza
|                                            |                             |                                 | Genitori                          |  |  | Nonni |  |  | Bisnonni                        |  |  | Trisnonni                    |  |
|                                            |                             |                                 |                                   |  |  |       |  |  | Ernesto I di Brunswick-Lüneburg |  |  | Enrico di Brunswick-Lüneburg |  |
|                                            |                             |                                 |                                   |  |  |       |  |  | Ernesto I di Brunswick-Lüneburg |  |  | Enrico di Brunswick-Lüneburg |  |
|                                            |                             | Anna di Nassau                  |                                   |  |  |       |  |  | Ernesto I di Brunswick-Lüneburg |  |  |                              |  |
| Guglielmo il Giovane di Brunswick-Lüneburg |                             |                                 |                                   |  |  |       |  |  | Ernesto I di Brunswick-Lüneburg |  |  |                              |  |
|                                            |                             | Sofia di Meclemburgo-Schwerin   | Enrico V di Meclemburgo-Schwerin  |  |  |       |  |  |                                 |  |  |                              |  |
|                                            |                             | Sofia di Meclemburgo-Schwerin   | Enrico V di Meclemburgo-Schwerin  |  |  |       |  |  |                                 |  |  |                              |  |
|                                            |                             | Sofia di Meclemburgo-Schwerin   | Ursula del Brandeburgo            |  |  |       |  |  |                                 |  |  |                              |  |
| Giorgio di Brunswick-Lüneburg              |                             | Sofia di Meclemburgo-Schwerin   |                                   |  |  |       |  |  |                                 |  |  |                              |  |
|                                            |                             | Cristiano III di Danimarca      | Federico I di Danimarca           |  |  |       |  |  |                                 |  |  |                              |  |
|                                            |                             | Cristiano III di Danimarca      | Federico I di Danimarca           |  |  |       |  |  |                                 |  |  |                              |  |
|                                            |                             | Cristiano III di Danimarca      | Anna del Brandeburgo              |  |  |       |  |  |                                 |  |  |                              |  |
| Dorothea di Danimarca                      |                             | Cristiano III di Danimarca      |                                   |  |  |       |  |  |                                 |  |  |                              |  |
|                                            |                             | Dorotea di Sassonia-Lauenburg   | Magnus I di Sassonia-Lauenburg    |  |  |       |  |  |                                 |  |  |                              |  |
|                                            |                             | Dorotea di Sassonia-Lauenburg   | Magnus I di Sassonia-Lauenburg    |  |  |       |  |  |                                 |  |  |                              |  |
|                                            |                             | Dorotea di Sassonia-Lauenburg   | Caterina di Braunschweig-Lüneburg |  |  |       |  |  |                                 |  |  |                              |  |
| Ernesto Augusto di Brunswick-Lüneburg      |                             | Dorotea di Sassonia-Lauenburg   |                                   |  |  |       |  |  |                                 |  |  |                              |  |
|                                            | Giorgio I d'Assia-Darmstadt | Filippo I d'Assia               |                                   |  |  |       |  |  |                                 |  |  |                              |  |
|                                            | Giorgio I d'Assia-Darmstadt | Filippo I d'Assia               |                                   |  |  |       |  |  |                                 |  |  |                              |  |
|                                            | Giorgio I d'Assia-Darmstadt | Caterina di Sassonia            |                                   |  |  |       |  |  |                                 |  |  |                              |  |
| Luigi V d'Assia-Darmstadt                  | Giorgio I d'Assia-Darmstadt |                                 |                                   |  |  |       |  |  |                                 |  |  |                              |  |
|                                            |                             | Maddalena di Lippe              | Bernardo VIII di Lippe            |  |  |       |  |  |                                 |  |  |                              |  |
|                                            |                             | Maddalena di Lippe              | Bernardo VIII di Lippe            |  |  |       |  |  |                                 |  |  |                              |  |
|                                            |                             | Maddalena di Lippe              | Caterina di Waldeck-Eisenberg     |  |  |       |  |  |                                 |  |  |                              |  |
| Anna Eleonora di Assia-Darmstadt           |                             | Maddalena di Lippe              |                                   |  |  |       |  |  |                                 |  |  |                              |  |
|                                            |                             | Giovanni Giorgio di Brandeburgo | Gioacchino II di Brandeburgo      |  |  |       |  |  |                                 |  |  |                              |  |
|                                            |                             | Giovanni Giorgio di Brandeburgo | Gioacchino II di Brandeburgo      |  |  |       |  |  |                                 |  |  |                              |  |
|                                            |                             | Giovanni Giorgio di Brandeburgo | Maddalena di Sassonia             |  |  |       |  |  |                                 |  |  |                              |  |
| Maddalena di Brandeburgo                   |                             | Giovanni Giorgio di Brandeburgo |                                   |  |  |       |  |  |                                 |  |  |                              |  |
|                                            |                             | Elisabetta di Anhalt-Zerbst     | Gioacchino Ernesto di Anhalt      |  |  |       |  |  |                                 |  |  |                              |  |
|                                            |                             | Elisabetta di Anhalt-Zerbst     | Gioacchino Ernesto di Anhalt      |  |  |       |  |  |                                 |  |  |                              |  |
|                                            |                             | Elisabetta di Anhalt-Zerbst     | Agnese di Barby                   |  |  |       |  |  |                                 |  |  |                              |  |
|                                            |                             | Elisabetta di Anhalt-Zerbst     |                                   |  |  |       |  |  |                                 |  |  |                              |  |